# مازی
مازی (به لاتین: Mazy) یک منطقهٔ مسکونی در بلژیک است که در استان نامور واقع شده‌است. مازی ۱۱۲ متر بالاتر از سطح دریا واقع شده‌است.